# Éternelle
Pour les articles homonymes, voir Éternel.
Éternelle est une mini-série française en six épisodes de 52 minutes, produite par Alizés Films, réalisée par Didier Delaître et diffusée entre le 30 juillet 2009 et le 13 août 2009 sur M6.

## Synopsis
Sous une pluie battante, le docteur Voline, médecin de nuit, renverse avec son 4x4 une jeune femme nue. Transportée à l'hôpital, elle ne se souvient de rien et est déclarée porteuse d'une bactérie inconnue. Refusant d'être séparée de l'homme qui l'a renversée, l'inconnue va s'avérer être une véritable énigme pour Yann. Il découvre notamment en elle d'étranges pouvoirs lui permettant de lire dans les pensées et d'échanger personnalité, souvenirs et compétences avec ceux qu'elle rencontre. Un chercheur réalise qu'elle a des tatouages sumériens sur la peau.

## Distribution
- Claire Keim : Elle
- Guillaume Cramoisan : Yann Voline
- Boris Terral : Christophe Morel
- Antoine Duléry : Lieutenant Gir
- Arthur Jugnot : Martin
- Elsa Mollien : Karine
- Asil Rais : Ikshan
- Audrey Fleurot : Svetlana Jankova
- Serge Riaboukine : Shakin

## Épisodes
1. Rencontre par accident
2. La Télépathe
3. Bactérie inconnue
4. Plante disparue
5. Sang contaminé
6. Disparition inquiétante

## Commentaires
Cette série a été tournée en 2007. Diffusée deux ans plus tard, elle n'a pas eu de suite.
Arrêtée au sixième épisode, la série ne donne finalement aucune explication aux multiples mystères évoqués : qui est «Elle» ?, comment arrêter la plante mortelle «jordanum», qui est le mystérieux motard qui suit «Elle», quelle est la mission du médecin indien de l'OMS, d'où provient le mystérieux virus  ?
On note des erreurs dans le scénario : Cronsdtadt n'est pas en Ukraine (c'est une base navale à Saint-Pétersbourg), Hecate n'est pas une déesse égyptienne mais grecque, et l'écriture sumerienne était cuneiforme, elle ne comprenait ni torsades ni triangle comme dans cette série.

## Accueil

### Audiences
Les audiences de la première diffusion ont été les suivantes
| Épisodes | Jour de diffusion | Spectateurs   | % part de marché |
| -------- | ----------------- | ------------- | ---------------- |
| 1 & 2    | 30 juillet 2009   | 4 millions    | 19,6 %           |
| 3 & 4    | 6 août 2009       | 2,5 millions  | 13,6 %           |
| 5        | 13 août 2009      | 2,32 millions | 13,4 %           |
| 6        | 13 août 2009      | 2,5 millions  | 15,3 %           |

## Produits dérivés

### DVD
Éternelle est sorti en DVD immédiatement après sa diffusion le 14 août 2009 chez Warner Home Video.